# Łagiewka pyłkowa

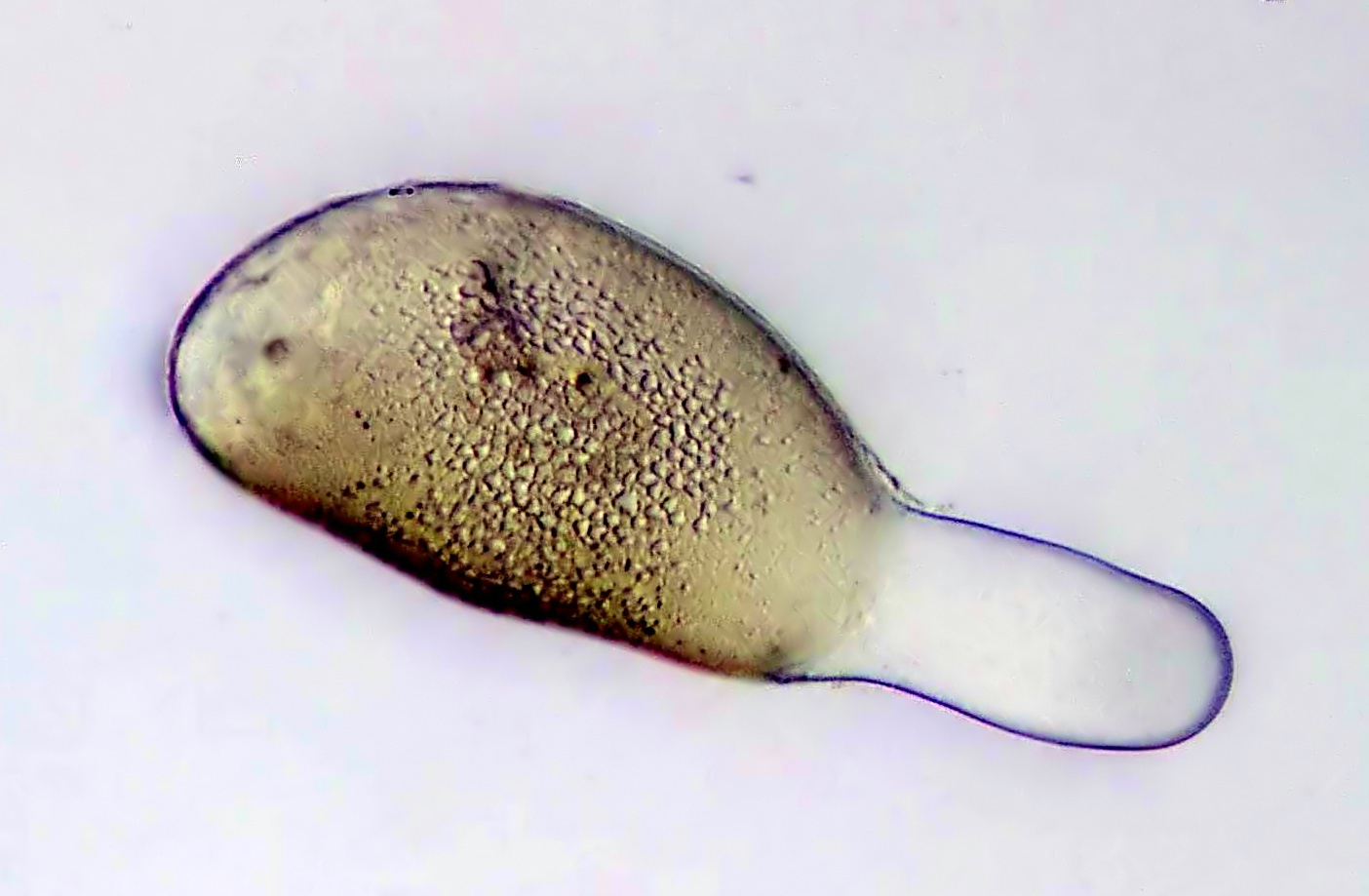
Łagiewka pyłkowa wytwarzana przez pyłek kliwii cynobrowej

Łagiewka pyłkowa – wydłużona część komórki wegetatywnej ziarna pyłku, czyli gametofitu męskiego roślin nasiennych. Gdy ziarno pyłku osiada na znamieniu słupka, łagiewka wrasta w słupek i przenosi komórki plemnikowe do woreczka zalążkowego. Wzrost ten ma charakter chemotropizmu dodatniego wobec substancji wydzielanych przez słupek i ujemnego wobec tlenu i może osiągać prędkość 20 μm/min (u trzykrotki).
W części wierzchołkowej łagiewki pyłkowej gromadzi się cytoplazma, a w części nasadowej może jej nie być wcale. Ściana łagiewki jest skutynizowana. Rozrasta się w części wierzchołkowej powodując wzrost łagiewki na długość. Starsze części mogą być odcinane zatyczkami kalozowymi. W odciętych częściach nadal może zachodzić ruch cytoplazmy.
Łagiewka pyłkowa zwykle przerasta szyjkę słupka rosnąc w przestrzeniach międzykomórkowych w jej wnętrzu, następnie przerasta przez tkankę stygmatoidalną (transmisyjną) wyściełającą ścianę zalążni oraz przez łożysko i wchodzi w kontakt z zalążkiem. Możliwość wzrostu łagiewki związana jest z trawieniem substancji międzykomórkowej oraz wcześniejszym rozluźnieniem kontaktu między komórkami tkanki stygmatoidalnej. 